# Стамболов, Стефан
Сте́фан Нико́лов Стамболо́в (также Стамбулов; 12 февраля 1854, Тырново, Османская империя — 18 июля 1895, София, Болгария) — болгарский революционер, политический деятель, поэт и писатель. Регент Болгарии в периоды 26 августа — 24 октября 1886 года и 1 ноября 1886 — 2 августа 1887 года.
Премьер-министр Болгарии (1887—1894). В своём историографическом сочинении «Строители современной Болгарии» публицист Симеон Радев характеризует Стамболова как одного из самых ярких и выдающихся болгарских государственных деятелей.

## Биография
Стефан Николов Стамболов родился в городе Велико Тырново, но его род происходил из Трявны. Отец, Никола Стамболов — участник восстания «Велчова завера» (1835), мать — Евгения Хаджи-Иванчова. Стефан имел 10 братьев и сестер, большинство из которых умерли в младенчестве.
Учился в Одесской духовной семинарии, которую не окончил. В 1873 год его исключили оттуда из-за связей с русскими революционерами.
Стамболов — сподвижник поэта-героя Христо Ботева, совместно с которым издал сборник стихотворений «Песни и поэмы».
Являлся членом и одним из руководителей Болгарского революционного центрального комитета (БРЦК). Принимал активное участие в национально-освободительной борьбе болгарского народа против турецкого ига: Старозагорском (1875) и Апрельском восстаниях (1876).
В 1884—1885 годах — председатель Народного Собрания. В 1885 году Стамболов активно поддержал воссоединение Восточной Румелии с Болгарией. В 1886 году входил в правительство Петко Каравелова. После русофильского переворота против болгарского князя Александра Баттенберга в августе 1886 года, Стамболов организовал, опираясь на гарнизоны бывшей Восточной Румелии, контрпереворот и призвал Баттенберга вернуться. После отречения Баттенберга от болгарского трона, Стамболов возглавил 26 августа 1886 года Регентский совет, в составе: Стефан Стамболов, Петко Каравелов, Савва Муткуров. 24 октября 1886 года П. Каравелов подал в отставку с регентского поста. Вследствие чего вынуждены были подать в отставку и Стамболов с Муткуровым, ибо Регентский совет являлся коллективным органом. 1 ноября III Великое Народное собрание избрало новое регентство в составе: С. Стамболов, С. Муткуров, Георгий Живков.

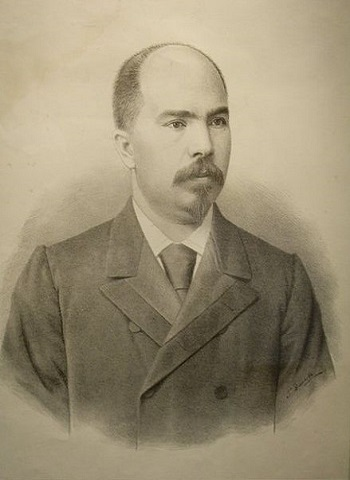
Стефан Стамболов. Портрет работы Георги Данчова Зографины

В феврале 1887 года майор Атанас Узунов возглавил восстание офицеров-русофилов в городе Русе — так называемый «Русенский бунт» — против правительства Радославова и регентства Стамболова и Муткурова. Ближайшими соратниками Узунова стали майор Олимпий Панов и руководитель народного ополчения Тома Кырджиев. И Панов, и Кырджиев, и Узунов были участниками боёв за Шипку, Плевну и Стара-Загору. Однако, мятеж не получил широкую поддержку в болгарском обществе. Бунтовщики были арестованы, преданы военно-полевому суду и осуждены за государственную измену. Рано утром 22 февраля приговор привели в исполнение.
В 1886—1887 годах Стамболов — лидер Народно-либеральной партии (т. н. стамболовисты). После избрания 2 августа 1887 года князя Фердинанда I, регентство сложило свои полномочия.
В 1887—1894 годах Стамболов — глава правительства. Способствовал отрыву страны от российского влияния и её утверждению в качестве независимого государства. Во внешней политике ориентировался на Австро-Венгрию и Германию. Противники Стамболова считали проводимую им политическую линию протурецкой. Управлял с помощью авторитарных методов, часто вступая в противоречия с главой государства царем Фердинандом, придерживавшимся пророссийской позиции. Наконец, в мае 1894 года, когда Стамболов опубликовал показанное ему князем частное письмо, Фердинанд вышел из себя, назвал поступок Стамболова бесчестным и отправил его в отставку, после чего Стамболов ушёл в оппозицию.

## Убийство
15 июля 1895 года македонские боевики, близкие к революционеру Науму Тюфекчиеву, совершили покушение на Стамболова, в результате которого он получил тяжёлые ранения. Нападавших, вооружённых холодным оружием, было трое; защищаясь, Стамболов подстрелил одного из них из револьвера, однако двое остальных повалили свою жертву. Его повалили на землю и жестоко избили, в результате чего ему порезали все лицо, почти полностью отрубили обе руки и выкололи правый глаз. Врачи, пытаясь спасти раненого политика, ампутировали ему руки, но через три дня Стамболов скончался. Последние слова Стамболова были: 
Убијците се Туфекчиев и Хаљо... Кнезот ме уби, Белчев, Белчев! ... Принц Кобург, принц Кобург!
 В переводе Михаила Девлеткамова: 
Убийцы мои — Тюфекчиев и Халю... Князь меня убил, Белчев, Белчев! ... Принц Кобург, принц Кобург!
Нападение на Стамболова было совершено за два дня до приема Николаем II болгарской делегации, направленной в Санкт-Петербург для нормализации русско-болгарских отношений. Основываясь на предсмертных словах экс-премьера, европейские СМИ того времени писали, что Стамболов был убит агентами княжеского двора. Болгарский большевик Никола Стойнов (племянник Стамболова) бездоказательно утверждал, что экс-премьер был ликвидирован по распоряжению Николая II. Иные же предполагали, что причиной убийства была месть за смерть майора Косты Паницы, казнённого в 1890 году за организацию заговора с целью убийства Фердинанда I.

## Творчество

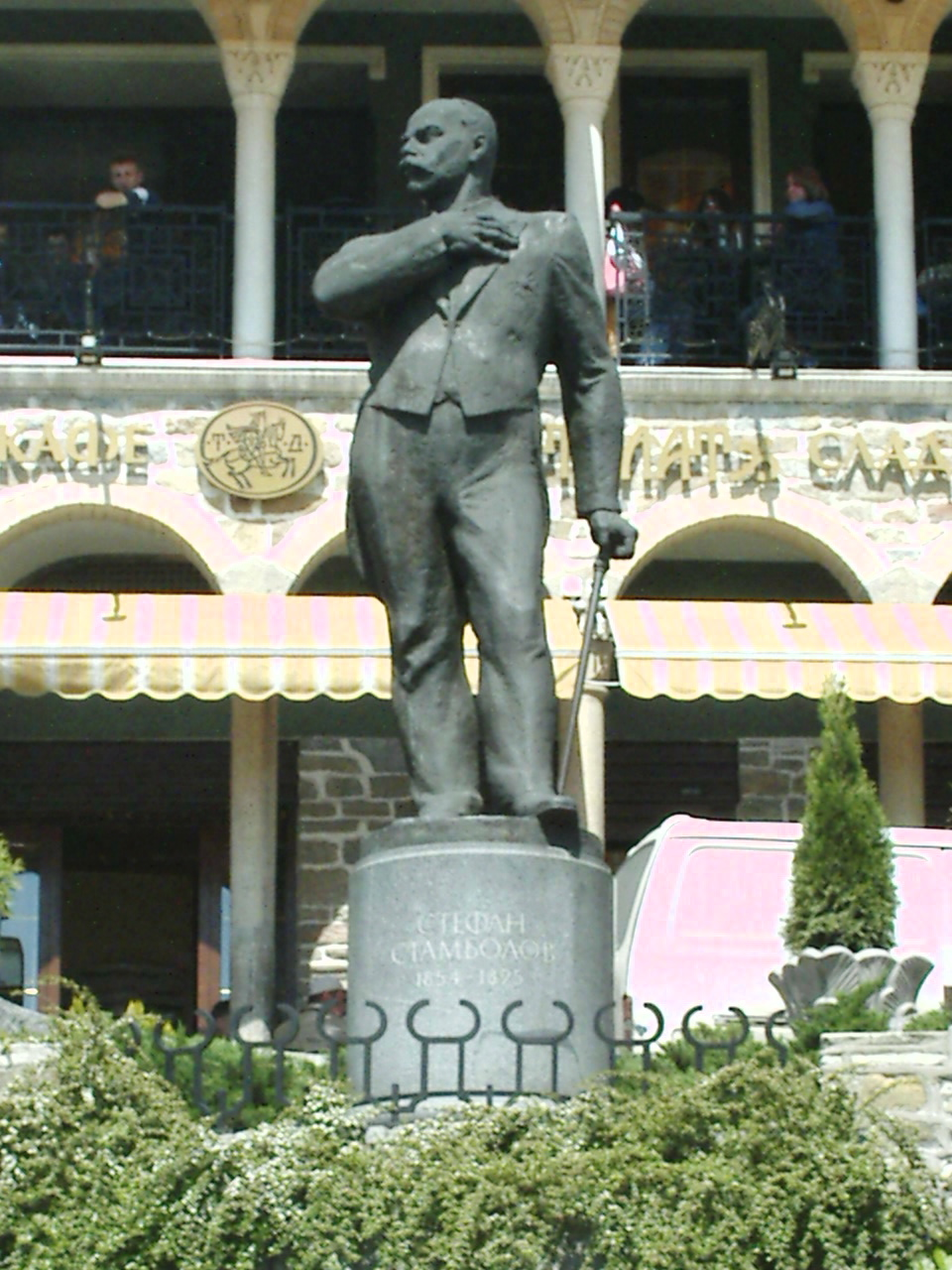
Памятник Стамболову в Велико-Тырново

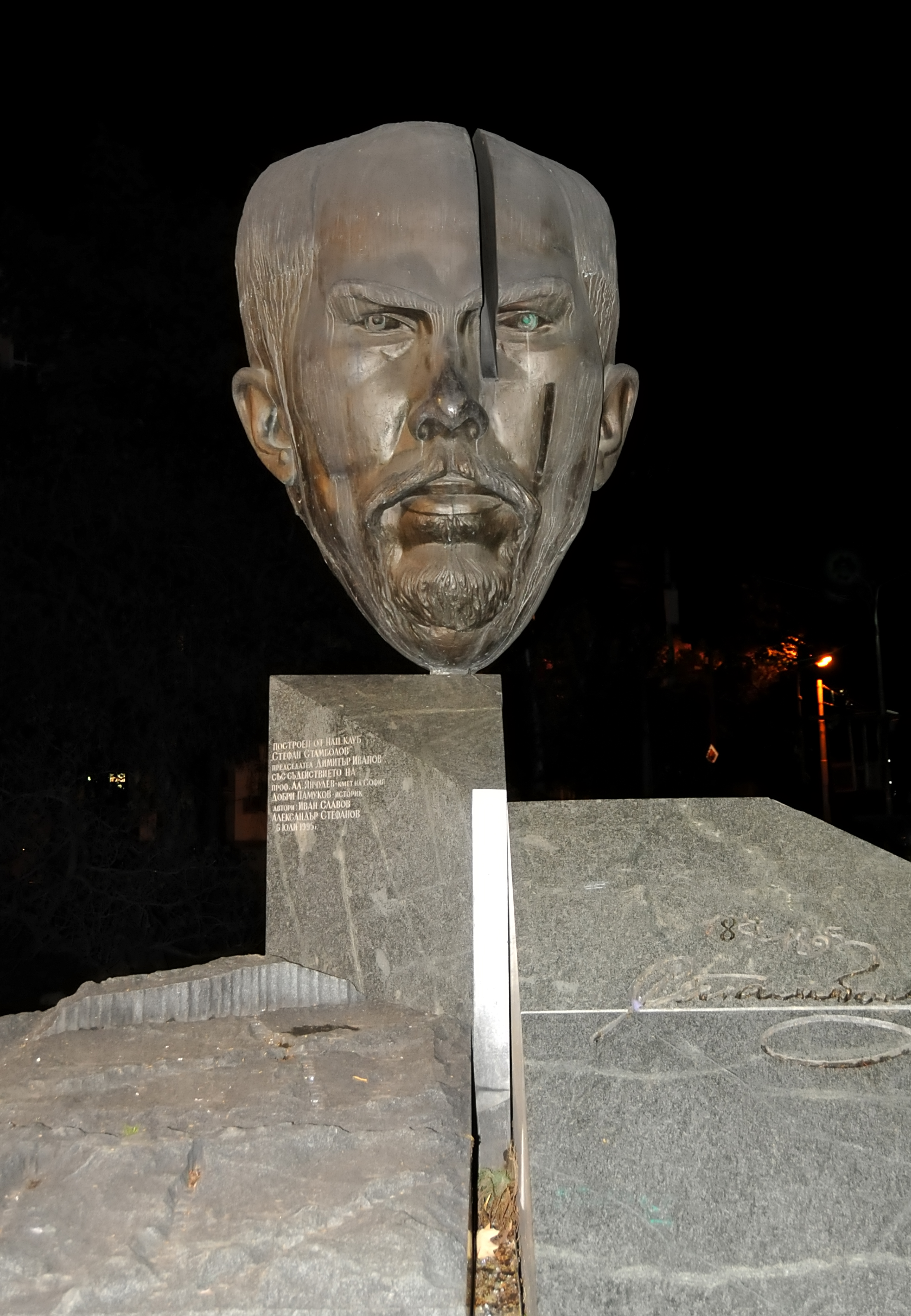
Памятник на месте убийства Стамболова

### Поэзия
- Воззвание
- Кога
- Сега ил никога…
- Над караисенските герои
- Надежда
- Войводата
- Майчина песен
- За роба няма тук свобода…
- Певец
- Зеленей се горо-сестро…
- Марш (Не щеме ний богатство)
- Христо Донев
- На нея
- Годината 1876
- Баща и син
- Български марш
- Последна въздишка
- Защо е тоя гроб…
- Още не си…
- Нямането
- На моите другари
- Премина младостта ми…
- Де останаха…
- Обикновена любов
- Бащин съвет
- Пиеница
- Не ме роди моя баща…
- Долабан войвода
- Чорбаджийско поучение
- Знаете ли кой съм аз?

### Статьи
- Ако някой ни попита…
- Размишленията на един честит български гражданин
- Предговор към «Турските зверства в България»
- Печатът е свободен…